# The Black Dahlia (film)
 Denne artikel omhandler Filmen The Black Dahlia. Opslagsordet har også en anden betydning, se Black Dahlia.
The Black Dahlia er en amerikansk film fra 2006 instrueret af Brian De Palma. Filmen er baseret på James Ellroys roman af samme navn. Romanen bygger løst på det virkelige og brutale mord på Elisabeth Short, som skete i Los Angeles, Californien i 1947. Det er en af LA Politis største sager nogensinde. Officielt har man aldrig fundet morderens identitet.
Optagelserne startede i april 2005 og fandt sted i Bulgarien og Los Angeles.
David Fincher var oprindeligt personen der skulle have instrueret filmen. Skuespilleren Mark Wahlberg også måtte springe fra projektet, på grund af tidssammenfald med optagelserne til The Italien Job 2. Da Brian De Palma fik instruktørjobbet, fik han i stedet Aaron Eckhart til at spille med i filmen. På musiksiden har der ligeledes været udskiftninger. James Horner skulle have komponeret musikken til filmen, men blev i februar 2006 erstattet af Mark Isham.

## Handling
To detektiver forsøger at opklare mordet på en ung skuespillerinde Elizabeth Short kendt som The Black Dahlia.

## Modtagelse
Der var en blandet modtagelse til Filmfestivalen i Venedig den 31. august 2006, hvor filmen åbnede festivalen.

## Medvirkende
- Josh Hartnett
- Aaron Eckhart
- Scarlett Johansson
- Hilary Swank
- Mia Kirshner